# Анголска летяща сепия
Анголската летяща сепия (Todarodes angolensis) е вид главоного от семейство Ommastrephidae. Видът не е застрашен от изчезване.

## Разпространение
Разпространен е в Австралия (Тасмания), Ангола, Намибия, Нова Зеландия и Южна Африка.